# Слежка (фильм, 1987)
«Сле́жка» (англ. Stakeout) — кинофильм, комический детектив. Премьера в кинотеатрах США состоялась 5 августа 1987 года.

## Сюжет
Из мест заключения сбежал опаснейший преступник Ричард Монтгомери. Одно из немногих мест его возможного появления — дом его бывшей подруги Марии, которая теперь живёт одна. Полицейские-напарники Крис и Билл получают задание по скрытому наблюдению за домом женщины. В процессе слежки возникает множество забавных ситуаций. Кроме того, Крису понравилась Мария и постепенно он влюбляется. Он решает с ней познакомиться, сделав романтичное признание. Но сбежавший преступник всё же объявляется, и события приобретают опасный оборот.

## В ролях
- Ричард Дрейфусс — Крис Лечче, детектив
- Эмилио Эстевес — Билл Реймерс, детектив
- Мэделин Стоу — Мария Макгуаэр
- Эйдан Куинн — Ричард «Стик» Монтгомери
- Дэн Лория — Фил Колдшэнк, детектив
- Форест Уитакер — Джек Писмо, детектив
- Эрл Биллингс — Эл Гилс, капитан полиции
- Иэн Трейси — Кэйло Риз
- Дон С. Дэвис — охранник у тюремных ворот